# Kavli Institute for Theoretical Physics

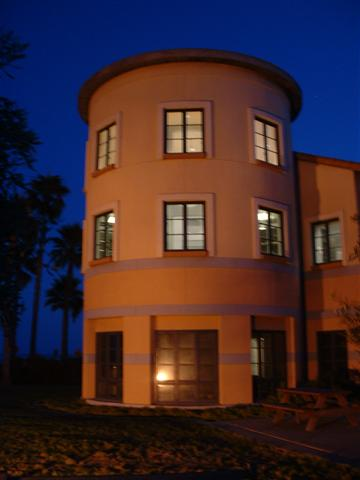
Das KITP bei Nacht

Das Kavli Institute for Theoretical Physics (KITP) ist ein Institut der University of California, Santa Barbara (UCSB).
Es ist eines der bekanntesten Institute für Theoretische Physik weltweit, speziell im Bereich der Hochenergiephysik. Es wurde 1979 von dem Nobelpreisträger Walter Kohn gegründet. Seit 2012 wird es von Lars Bildsten geleitet.
Anfang des neuen Jahrtausends wurde das Institut, das bis dahin nur als das Physikinstitut der UCSB oder als ITP (Institute for Theoretical Physics) bekannt war, nach dem norwegisch/US-amerikanischen Physiker und Geschäftsmann Fred Kavli, in Anerkennung seiner großzügigen Spenden an die UCSB, benannt.
Viele der Wissenschaftler des Instituts lehren als Professoren an der UCSB.
Es gibt auch ein Kavli Institute for the Physics and Mathematics of the Universe (Kavli IPMU) an der Universität Tokio und eine Reihe weiterer Kavli-Institute.
Direktoren waren:
- 1979 bis 1984 Walter Kohn
- 1984 bis 1989 John Robert Schrieffer
- 1989 bis 1995 James S. Langer
- 1995 bis 1997 James Hartle
- 1997 bis 2012 David Gross
- ab 2012 Lars Bildsten

Mitglieder sind oder waren auch Matthew P. A. Fisher, Greg Huber, Mark Bowick, Anthony Zee, Leon Balents, Alexei Kitaev, Joseph Polchinski, Boris Shraiman und Frank Wilczek.

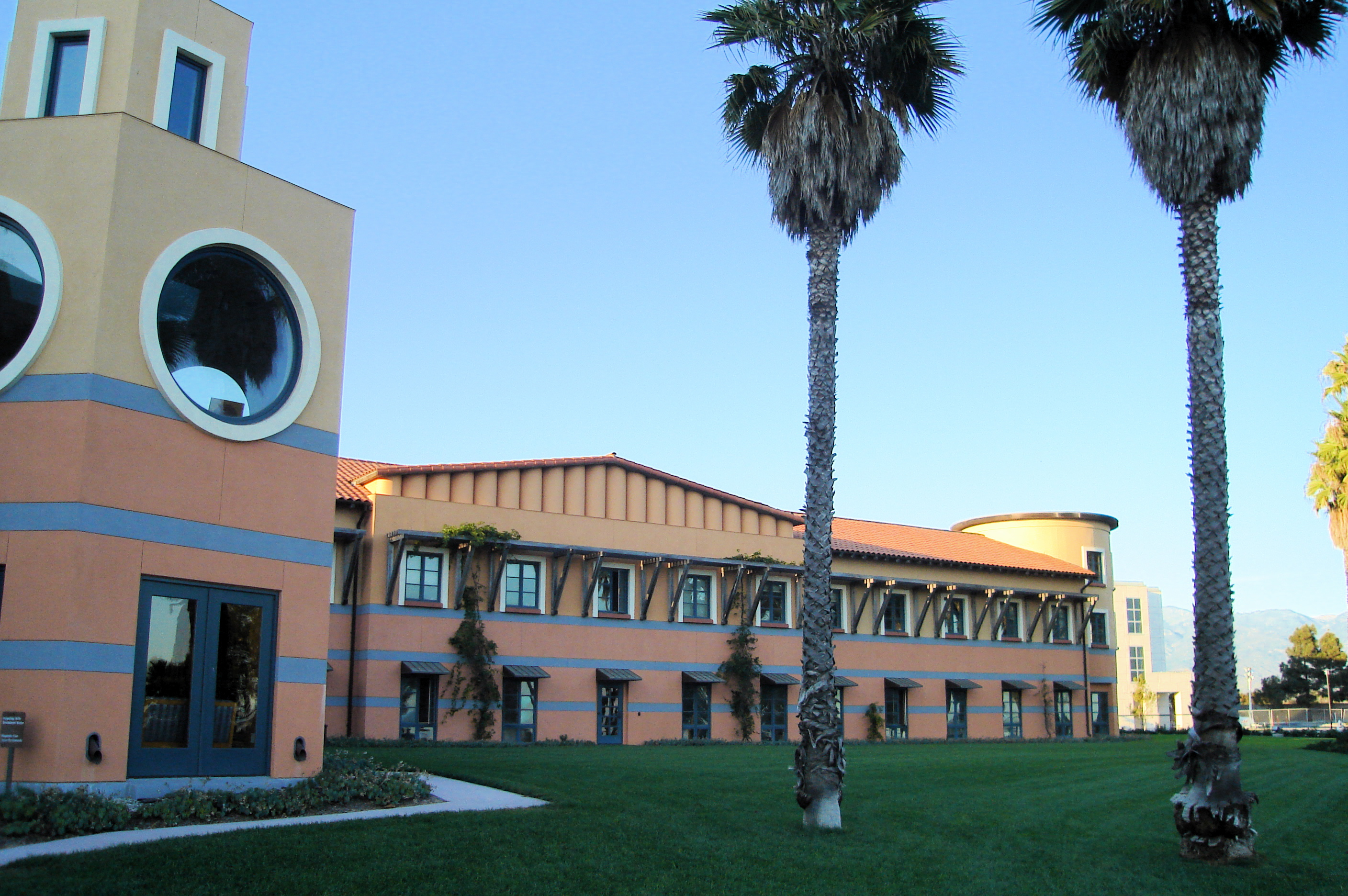
Kavli Institute, Kohn Hall

Architekt der Institutsgebäude ist Michael Graves.